# The Quiet Resistance
The Quiet Resistance es el tercer álbum de la agrupación Nemesea, lanzado en 2011. El segundo disco del grupo, In Control, era rock alternativo, pero este disco se acerca regresa al género del gothic metal. El álbum fue producido y mezclado por Joost van den Broek. Todas las letras fueron escritas por Manda Ophuis y Hendrik Jan 'HJ' de Jong, y toda la música fue compuesta por Hendrik Jan 'HJ' de Jong y Nemesea.

## Canciones
1. The Quiet Resistance
2. Caught in the Middle
3. Afterlife
4. Whenever
5. If You Could
6. High Enough
7. Say
8. It's Over
9. I Live
10. Stay with Me
11. Rush
12. Release Me
13. 2012
14. Allein (feat. Helfried Reißenweber) (Bonus track)

## Personal
- Manda Ophuis - Voz
- Hendrik Jan 'HJ' de Jong - Guitarra
- Lasse Dellbrügge - Teclado
- Sonny Onderwater - Bajo
- Frank van der Star - Batería